# مملكة قيدار
مملكة قيدار: كانوا اتحادًا قبليًا عربيًا قديمًا بدويًا إلى حد كبير متمركزًا في شمال شبه جزيرة العرب. منذ القرن التاسع قبل الميلاد، شكل القيداريون نظامًا سياسيًا قويًا، قام بتوسيع أراضيه على مدار القرن التاسع إلى القرن السابع قبل الميلاد لتغطي مساحة كبيرة في شمال شبه الجزيرة العربية، تمتد من دومة الجندل وتيماء في الغرب، إلى الحدود الغربية لبابل في الشرق. قبل أن تتحرك غربًا خلال القرن السادس إلى الخامس قبل الميلاد لتتعزز في مملكة تمتد من الحدود الشرقية لدلتا النيل في الغرب، حتى شرق الأردن، وتغطي معظم جنوب فلسطين وشبه جزيرة سيناء والنقب.
ظهرت زبيبة ملكة قيدار والعرب، لأول مرة في النقوش الآشورية حوالي سنة 735 ق م، ومنذ ذلك الحين ظهرت مملكة قيدار، وظلت تذكر في العديد من الوثائق التي تصف العلاقات والصراعات بينها والإمبراطوريات الحاكمة في الشرق الأدنى القديم، ولا يوجد تعريف واضح لحدود المملكة، ويتم تحديد أراضيها من خلال مناطق نشاطها وتواجدها، وطرق التجارة (عبر العطور وطرق التجارة الأخرى) التي تمر عبرها.
وفي أوج قوة مملكة قيدار، في عهد الإمبراطورية الأخمينية، امتدت من جنوب بابل شرقاً إلى دلتا النيل غرباً، ومن شمال شبه الجزيرة العربية جنوباً إلى شمال الصحراء العربية السورية. هناك إجماع اليوم على أن هيكلية حكم قادر كانت لا مركزية بشكل رئيسي في شكل شبه فدرالي أو نوع من الكونفدرالية. وكانت المملكة ترأسها في بعض الأحيان ملكة حاكمة مسؤولة عن الشؤون الدينية والإدارة المدنية، وملك مسؤول عن النشاط العسكري. كان هؤلاء في بعض الأحيان زوجين أو أشقاء. وبعد حوالي 500 عاماً من ظهورها في الوثائق، حوالي القرن الثاني قبل الميلاد، تضاءلت قوة قيدار، وأصبحت المناطق المهمة التي كانت تحت نفوذها في الغرب تحت سيطرة الأنباط، الذين استولوا حتى على عاصمة قيدار دومة الجندل في القرن الأول قبل الميلاد.
لعب قيداريون دورًا مهمًا في تاريخ بلاد الشام وشمال شبه الجزيرة العربية، حيث تمتعوا بعلاقات وثيقة مع الدولتين الكنعانية والآرامية المجاورة، وأصبحوا مشاركين مهمين في تجارة التوابل والعطريات المستوردة إلى الهلال الخصيب وعالم البحر الأبيض المتوسط . من الجنوب العربي . بعد أن انخرطوا في علاقات ودية وعدائية مع قوى بلاد ما بين النهرين مثل الإمبراطوريتين الآشورية الجديدة والبابلية الجديدة ، أصبح قيدار في نهاية المطاف مندمجًا في هيكل الإمبراطورية الأخمينية الفارسية. يرتبط ارتباطًا وثيقًا بالأنباط، ومن المحتمل أن يكون قد تم استيعابهم في النهاية من قبلهم.
يظهر قيدار أيضًا في الكتب المقدسة للديانات الإبراهيمية، حيث يظهرون في الكتاب المقدس العبري والمسيحي باعتبارهم أحفاد قيدار، الابن الثاني لإسماعيل، وهو نفسه ابن إبراهيم. ضمن التراث العربي، يدعي محمد بن السائب الكلبي أن النبي محمد ينحدر من قيدار بن إسماعيل، بينما خالفه محمد بن إسحاق وزعم أن النبي محمد ينحدر من نابت بن إسماعيل،ورجح البخاري قول ابن إسحاق.

## النطاق الجغرافي

مملكة قيدار في القرن الخامس قبل الميلاد.

تعد مملكة قيدار أكبر وأهم مملكة عربية تاريخية في الألفية الأولى قبل الميلاد، كان القيداريون على رأس «كونفدرالية قبلية عربية» أو «تحالف قبائل عربية معظم أفرادها من البدو.»  وفقا لفيليب كينغ عاش القيداريون في الصحراء العربية الشمالية الغربية، وكانوا «ذوي قوة مؤثرة في الفترة مابين القرنين الثامن والرابع قبل الميلاد.» جيفري بروميلي: عالم التاريخ والمترجم، يكتب اسمهم «كدار» ويذكر أنهم عاشوا في منطقة جنوب شرق دمشق وشرق الأردن.
في القرن الثامن قبل الميلاد تشير النقوش الآشورية إلى تواجد القيداريين في المنطقة إلى الشرق من الحدود الغربية لبابل. كما تشير إلى تواجد القيداريين في مناطق شرق الأردن وجنوب سوريا في القرن السابع قبل الميلاد، وبحلول القرن الخامس قبل الميلاد، انتشروا في نواحي سيناء حتى دلتا النيل. شملت السيطرة القيدارية على شمال غرب الجزيرة العربية تحالفات بين ملوك قيدار وملوك ديدان. كتب المؤرخ إسرائيل إبهال أن «اتساع توزع القيداريين يشير إلى اتحاد القبائل من مختلف الانقسامات الفرعية.» عاش سكان مملكة قيدار في المنطقة الصحراوية الواقعة -شمال وشمال غرب الجزيرة- ولعبت الواحات المدنية؛ مثل: (دومة - تيماء) دورا مهمًّا كمواقع للاستيطان والتجارة وأماكن للري. كانت دومة أهم تلك المدن ومقرًّا للعبادة، عُرفت «دومة» بهذا الاسم نسبةً إلى (دومة بن إسماعيل)، فيما بعد عُرفت باسم «دومة الجندل»، والجندل هي الحجارة التي تنتشر في تلك المنطقة، تقع دومة الجندل اليوم في منطقة «الجوف»، كسبت دومة الجندل تلك المكانة الكبيرة عند القيداريين لأهمية موقعها الاستراتيجي التجاري، الذي كان بمثابة تقاطع مركزي لعدد من المحاور والطرق التجارية:
- طريق تجاري ما بين جنوب بلاد الشام وشمال بلاد ما بين النهرين
- محور التجارة ما بين جنوب شبه الجزيرة العربية وشمال وغرب غزة ومصر
- طريق تجاري شمال وشرق بلاد ما بين النهرين (طريق يتجاوز صحراء النفود)
- محور التجارة بين الشرق والغرب (جنوب بلاد ما بين النهرين - غزة ومصر)
- محور التجارة ما بين جنوب شبه الجزيرة العربية إلى شمال بلاد الشام

خلال الفترة (حوالي 550-330 قبل الميلاد)، سيطر القيداريون على المناطق الصحراوية المتاخمة لمصر وفلسطين، وتحكموا بالطرق التجارية المؤدية إلى غزة. أشار هيرودوت (حوالي 484-425 قبل الميلاد) عن وجود القيداريين في شمال سيناء بالقرب من الحدود المصرية؛ حيث يُعتقد أنهم قد اشتبكوا مع الأخمينيين: السلطات الإمبراطورية الفارسية؛ للحفاظ على حدودهم آمنةً، وكذلك سيطر القيداريون على مدينة غزة.

### نفوذ المملكة
امتد نفوذ مملكة قيدار من عاصمتها دومة الجندل إلى الحدود الغربية لبابل وجنوبًا في ديدان بحوالي 21 كيلومتر نحو الجنوب في الحجاز، كما غزت مناطق جنوب سوريا وشرق الأردن، وامتدت سلطتها إلى المناطق المسكونة من جبل بشري وحدود دمشق، وعثر في مدينة بيت أتوم (تل المسخوطة) على آنية فضية نقش عليها اسم قينو بن جشم ملك قيدار، مما يدل على امتداد نفوذ المملكة إلى شرقي مصر في القرن الخامس قبل الميلاد، وهو ما يدعم ما ذكره المؤرخ هيرودوت من أن قبائل قيدار عاشت في المنطقة الممتدة من شمال الجزيرة العربية حتى شرق دلتا النيل في مصر.

## (قيدار) فيعلم أصول الكلمات

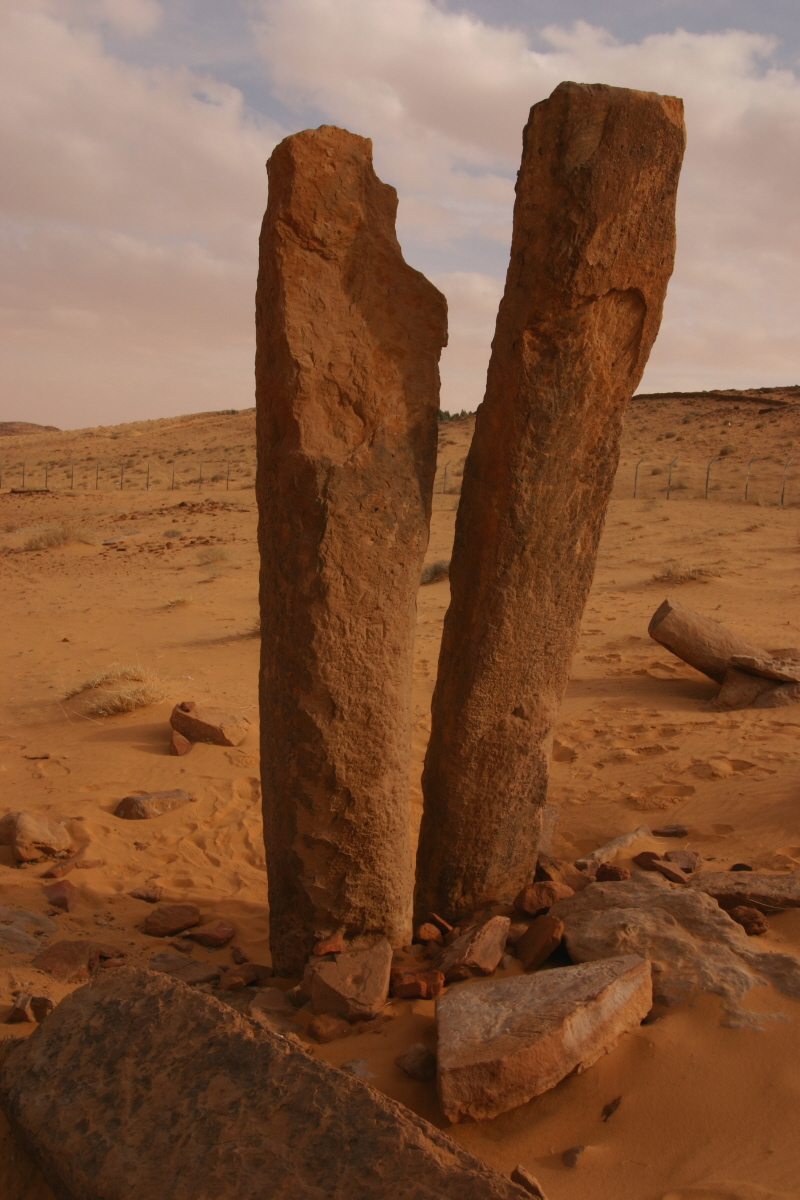
أعمدة الرجاجيل 30 كم شرق دومة الجندل.

يرى الباحثون أن اسم قيدار نسبةٌ لقيدار الابن الثاني لإسماعيل. تعود أقدم إشارة تاريخية للقيداريين إلى النقوش الآشورية في (القرن الثامن قبل الميلاد)، كما ذكروا في النقوش الآرامية في (القرن السادس قبل الميلاد)، لم يُعثرعلى نقش باللغة العربية يذكر قيدار في تلك الحقب؛ حيث إنه في تلك الحقب الزمنية لم تكن الأبجدية العربية قد تطورت بعد. تمت الإشارة للقيداريين في النقوش الآشورية والآرامية كمجموعة عرقية اسمها في الترجمة الآرامية هو QDRYN\قدارين.
جذر كلمة «قيدار» هو جذر ثلاثي: ق-د-ر «قدر» بمعنى: {«القياس، الحساب، التقدير» و«القدرة أو المقدرة»}. يرى إرنست أكسل كناوف عالم الكتاب المقدس الذي أجرى دراسة تاريخية عن كلمة «الإسماعيليين/Ishmaelites» أنها كانت معروفة في النقوش الآشورية باسم «شموئيل/Šumu'il»، ويعتقد إرنست أكسل أن تسمية «القيداريين» بهذا الاسم عائدة إلى اشتقاق كلمة «قيدار» من الفعل «qadara/قدرة»؛ {أي ذو المقدرة أو المُتنفذ}؛ وذلك لبروز القيداريين من بين قبائل الإسماعيليين «شموئيل»، بينما يرى علماء آخرون أن هذا الرأي غير محسوم حتى الآن.

### الآثار

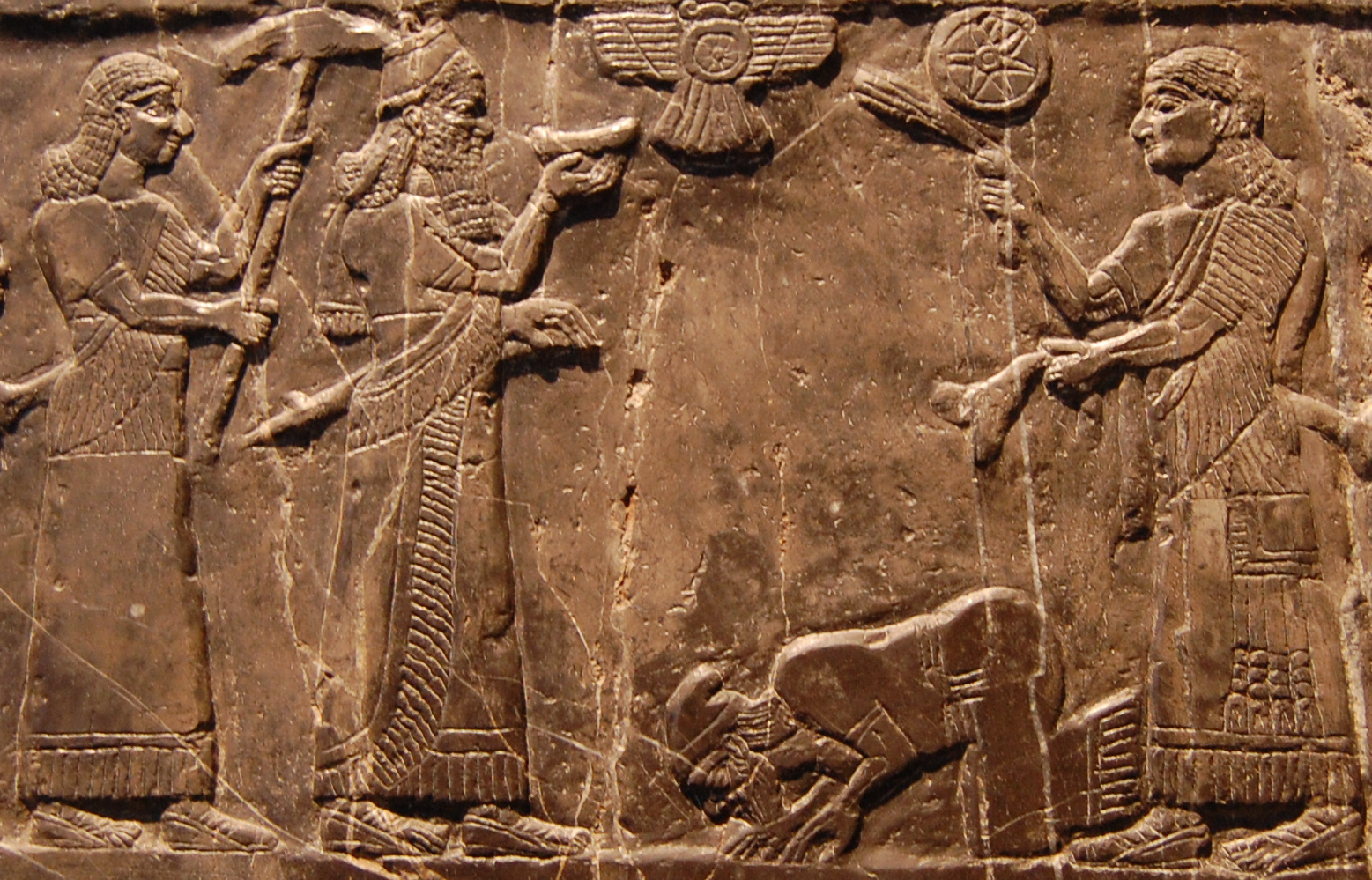
جزء من المسلة السوداء يظهر فيه جيحو ملك يهوذا ساجداً للإمبراطور الاشوري شلمنصر الثالث.

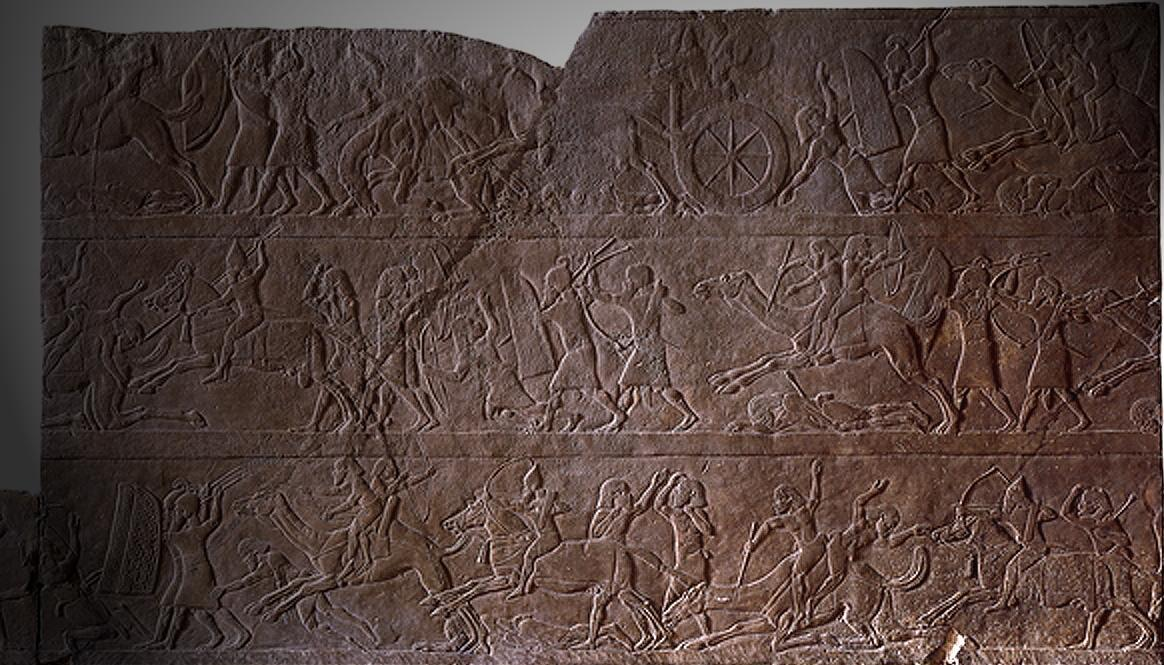
رسم آشوري يصور معركة قرقار 853 قبل الميلاد؛ يظهر فيه العرب على جِمالهم يقاتلون الآشوريين، (معروض الآن في المتحف البريطاني).

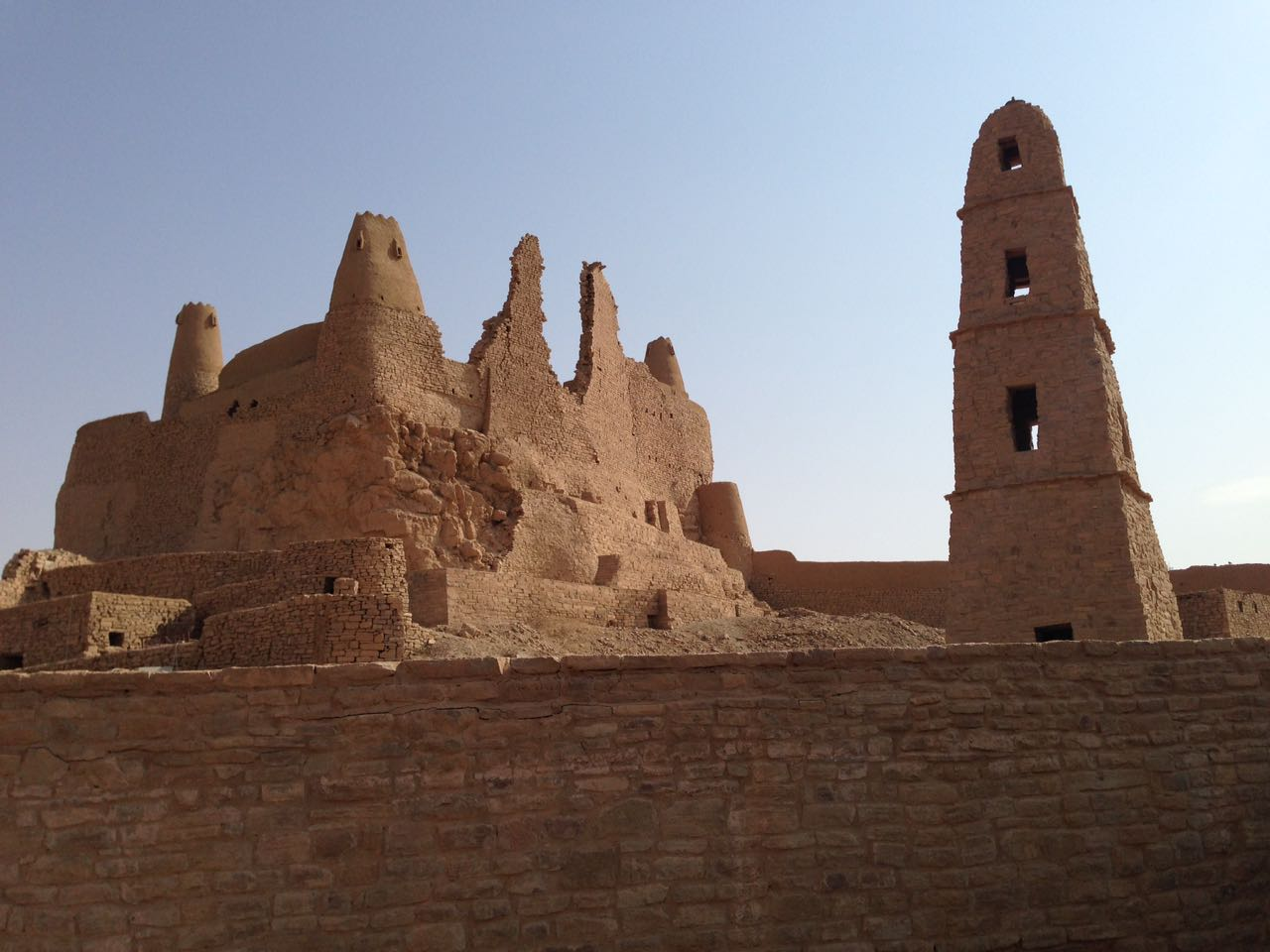
إحدى معالم دومة الجندل.

### في الكتابات اللاحقة

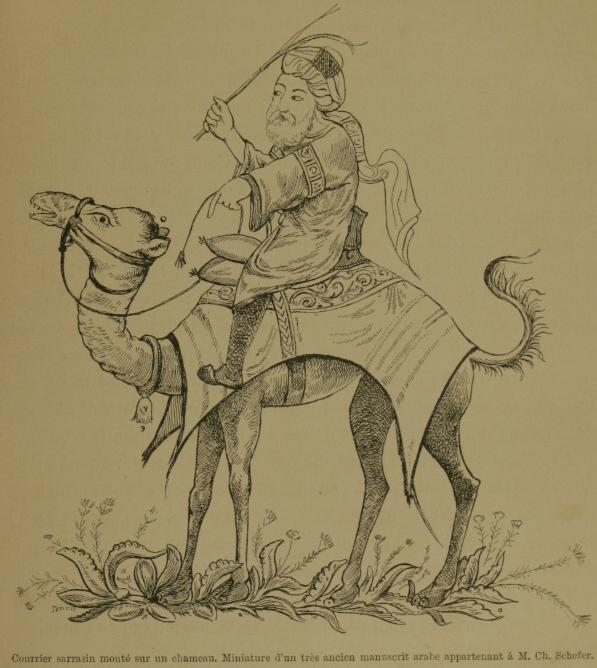
Saracen; كلمة رومانية تستخدم للإشارة إلى سكان منطقة البتراء.

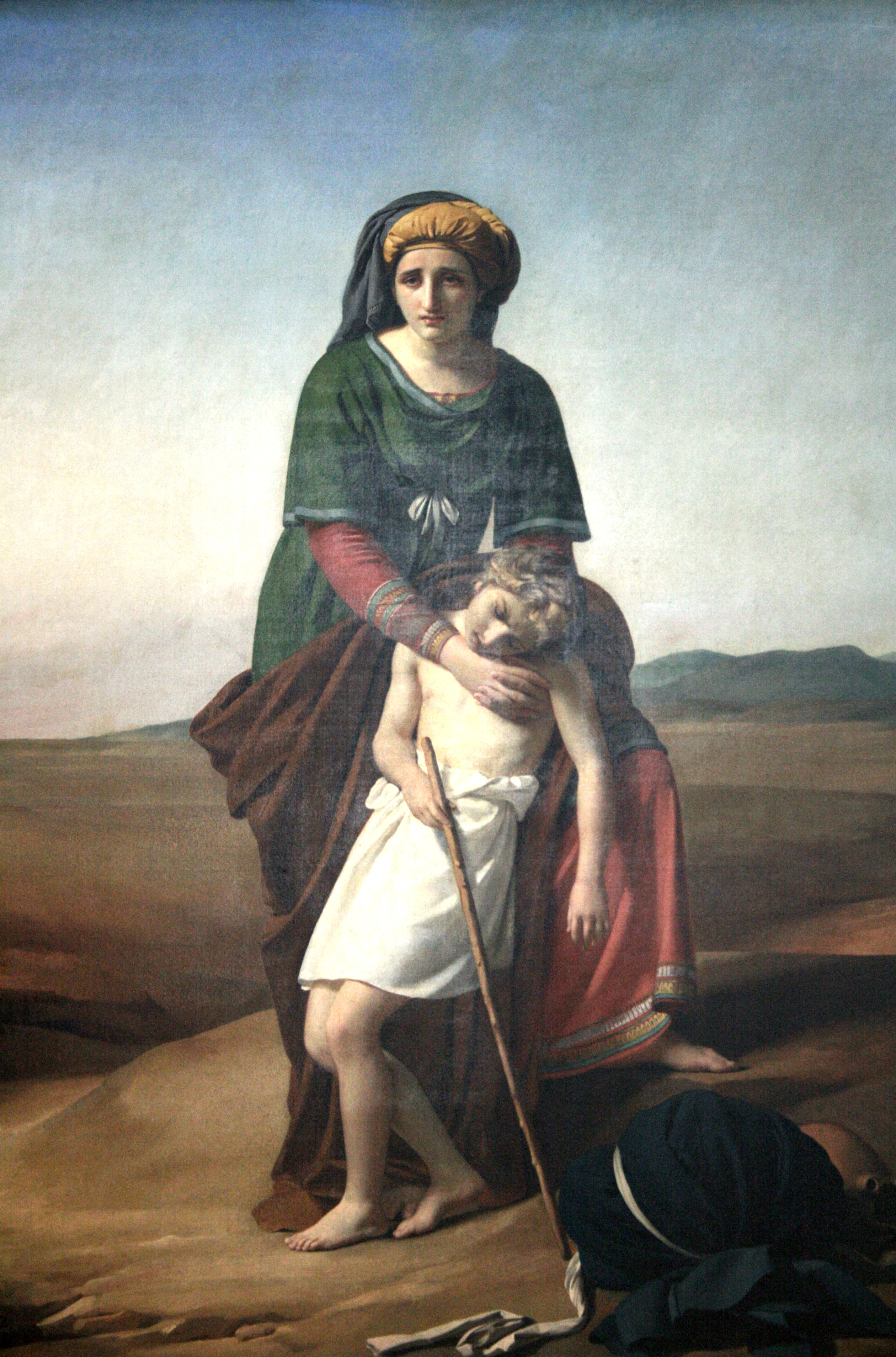
رسم تخيلي يعود لعام 1820، إسماعيل وأمه هاجر.

## الثقافة والمجتمع

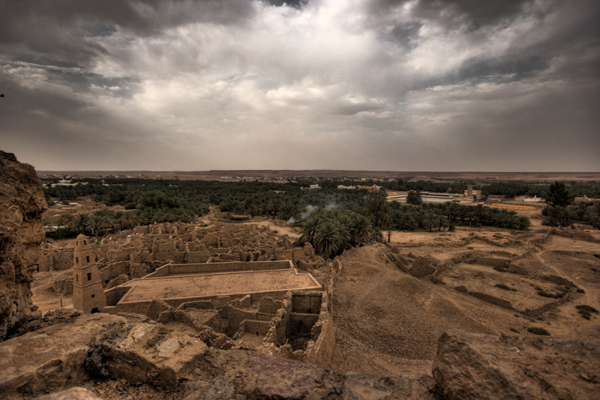
مدينة دومة الجندل القديمة: عاصمة مملكة قيدار.

## اللغة

التوزع الجغرافي للغات السامية.

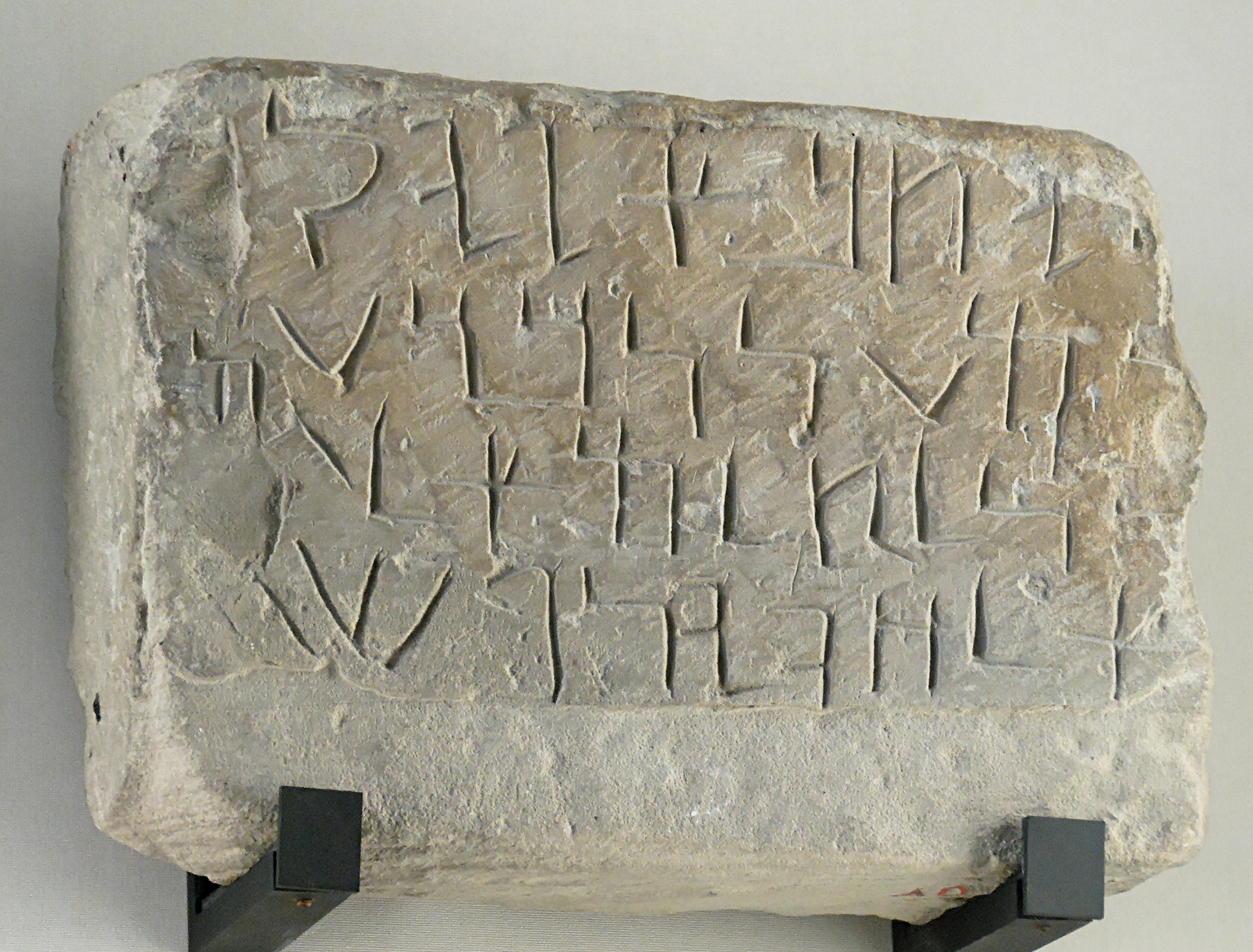
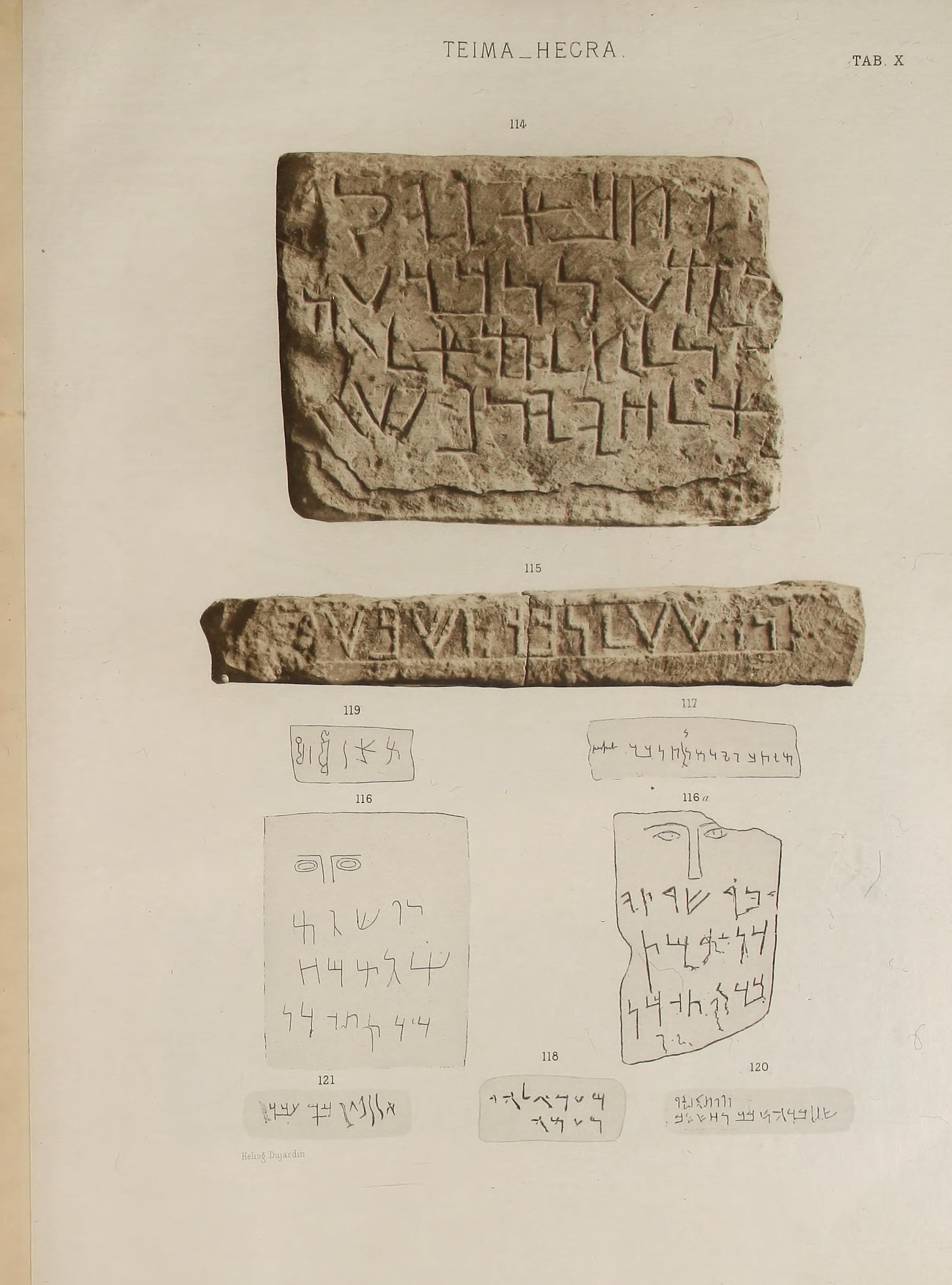
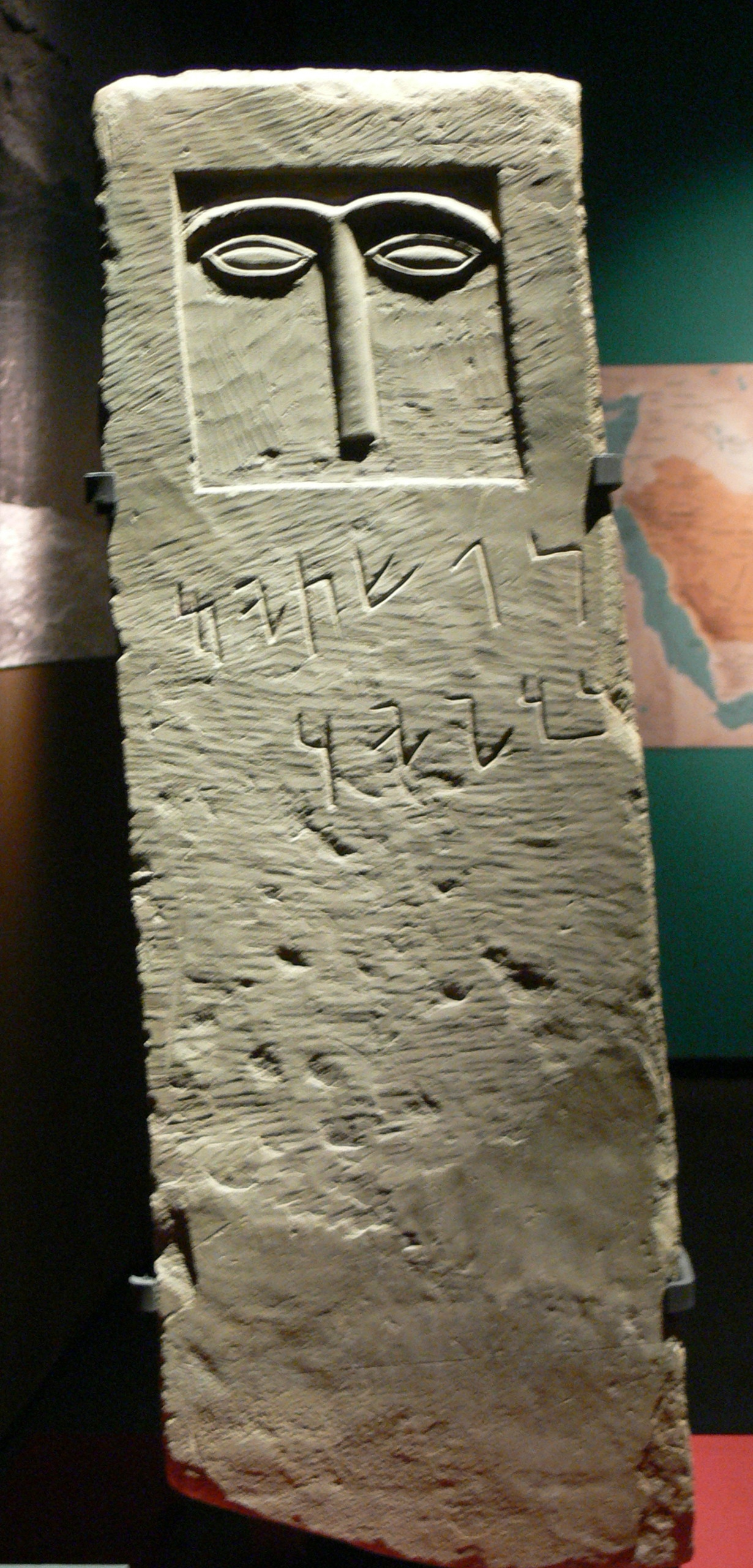